# Раребелл, Герман
Герман Раребелл (Рэабелл, англ. Herman Rarebell; имя при рождении Герман Эрбель, нем. Hermann Erbel 18 ноября 1949, Саарбрюккен) — немецкий барабанщик, автор песен.
В молодости Раребелл некоторое время работал в лондонском аэропорту Хитроу.
В период с 1977 по 1995 годы выступал в немецкой рок-группе Scorpions; соавтор хита «Rock You Like a Hurricane» и ряда других успешных синглов. Принял участие в выступлении группы на фестивале Wacken в 2006 году.
В 2009 году вернулся к активной концертной деятельности со своей новой группой Herman Ze German.

## Биография
Герман Раребелл получил образование в музыкальной школе Саарбрюккена. Основными направлениями стали игра на барабанах и фортепиано. Музыкант играл на барабанах с 1965 года с группой The Mastermen, с 1968 года с The Fuggs Blues и RS Rindfleisch.  За время участия был выпущен один сингл и с ним Герман выступал в клубах американских военных по всей Германии. В 1972-73 годах он играл на записи трех альбомов группы краут-рока Missus Beastly. За время работы в Scorpions Раребелл выпустил два сольных альбома Nip in the Bud (1981) и Herman Ze German (1986).

## Дискография

#### Missus Beastly
- 1972 - Volksmusik
- 1973 - Spinatwachtel
- 1973 - Weramean · Missus Beastly (split) - Super Rock Made In Germany / Im Garten Des Schweigens

#### Сольно
- 1981 - Nip in the Bud
- 1986 - Herman Ze German
- 1986 - Herman Ze German And Friends (Single) Wipe Out b/w Pancake
- 2005 - Drum Legends(Rarebell/York/Antolini)
- 2007 - I’m Back (released in Germany, not distributed in the US)
- 2008 - My Life as a Scorpion
- 2008 - Herman's Collection (Best of solos)
- 2010 - Herman Ze German + My life as a Scorpion Box set
- 2010 - HZG- "Top of the Rock" (Single) [3]
- 2010 - Take It As It Comes (US version of "I’m Back") [4]
- 2013 - Acoustic Fever
- 2020 - Thomas Tomsen - "No Return To Earth"